# Puits du Marais
Situé sur la commune du Chambon-Feugerolles, le Puits du Marais constitue, avec le puits des Combes, un des rares vestiges de l'exploitation du charbon dans la vallée de l'Ondaine. 
Au départ c'est un puits dit secondaire construit par les Houillères de Montrambert et mis en activité vers 1914. C'était un puits assez polyvalent, puits d'aérage et de service, qui ne sera que très ponctuellement utilisé pour l'extraction.

## Historique

### Fonçage
L'emplacement et la technique de fonçage du puits Rolland n°2 sont choisis dès 1900, le but étant de mettre en place un puits de service afin de rationaliser l'exploitation du secteur. Il sera finalement nommé puits Du Marais en 1907 en hommage au baron Léon Du Marais, administrateur lyonnais de la S.A. des Mines de Montrambert et de la Béraudière qui deviendra ensuite vice-président du conseil d'administration. 
Le fonçage débute le 2 janvier 1903 et se termine en 1909-1910 à 524,75 mètres. Dès 1911-1912, c'est un puits d'aérage équipé d'un ventilateur aspirant assurant l'aérage des quartiers Ouest de Montrambert et les travaux du puits Flotard tout proche. Il est mis en service en 1914.
Quatre fonçages supplémentaires seront effectuées en 1923 (600 m), 1933 (650 m), 1943 (720 m) et 1950 (840 m). Il ne sera pas vraiment utilisé comme puits d’extraction à proprement parler. Jusqu'en 1938, le charbon du secteur était remonté au jour par la fendue du niveau 206. 

### Activité
L'originalité du puits Du Marais réside dans son puits double. La colonne du puits était divisée en deux compartiments indépendants avec un système de cages reliés à l’une des deux machines. Dès 1922, ce dispositif permettait de desservir en remblaie conjointement les secteurs de Flotard et de Montrambert. C'est cette fonction de puits de service qui lui sera affectée jusqu'à la fin des années 1940.
Dans les années 1950, il n'est plus qu'un puits d'aérage. En 1958, afin de finaliser la concentration de l'activité il est décidé le creusement d'une galerie travers-banc reliant Flotard au grand puits Pigeot et passant par le puits Du Marais. En 1958, la liaison Flotard-Du Marais est établie à - 976 m. En 1963, le travers-banc de l'étage 320 Du Marais-Pigeot est terminée, c'est désormais vers Montrambert que l'activité se replie entraînant la fermeture progressive du secteur Du Marais.

### Reconversion
Depuis 2008, une station de décantation des eaux ferrugineuses est installée sur le site. Les bassins plantés de roseaux permettent de pallier la pollution visuelle des eaux de l'Ondaine

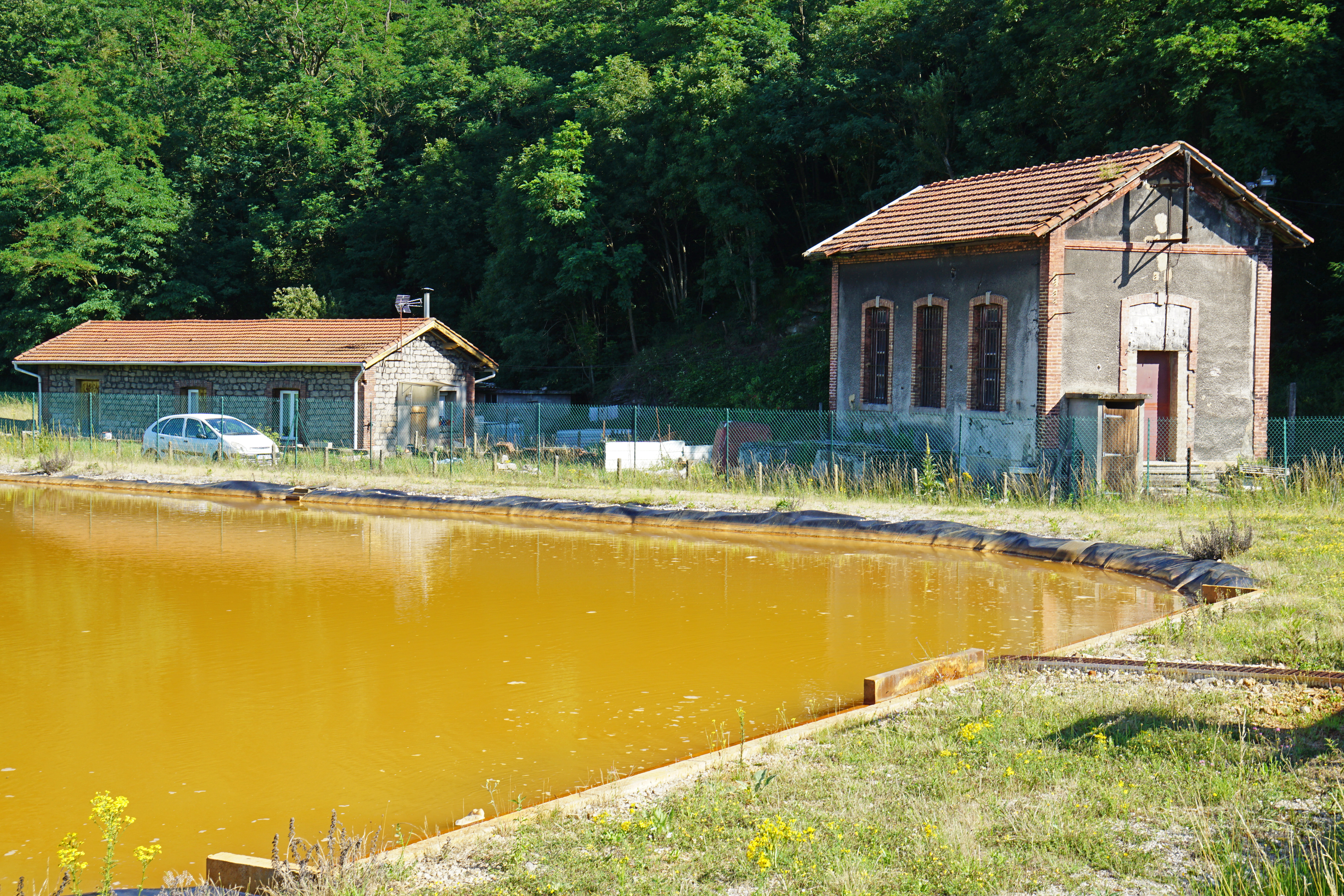
Le bassin de décantation et d'anciens bâtiments.
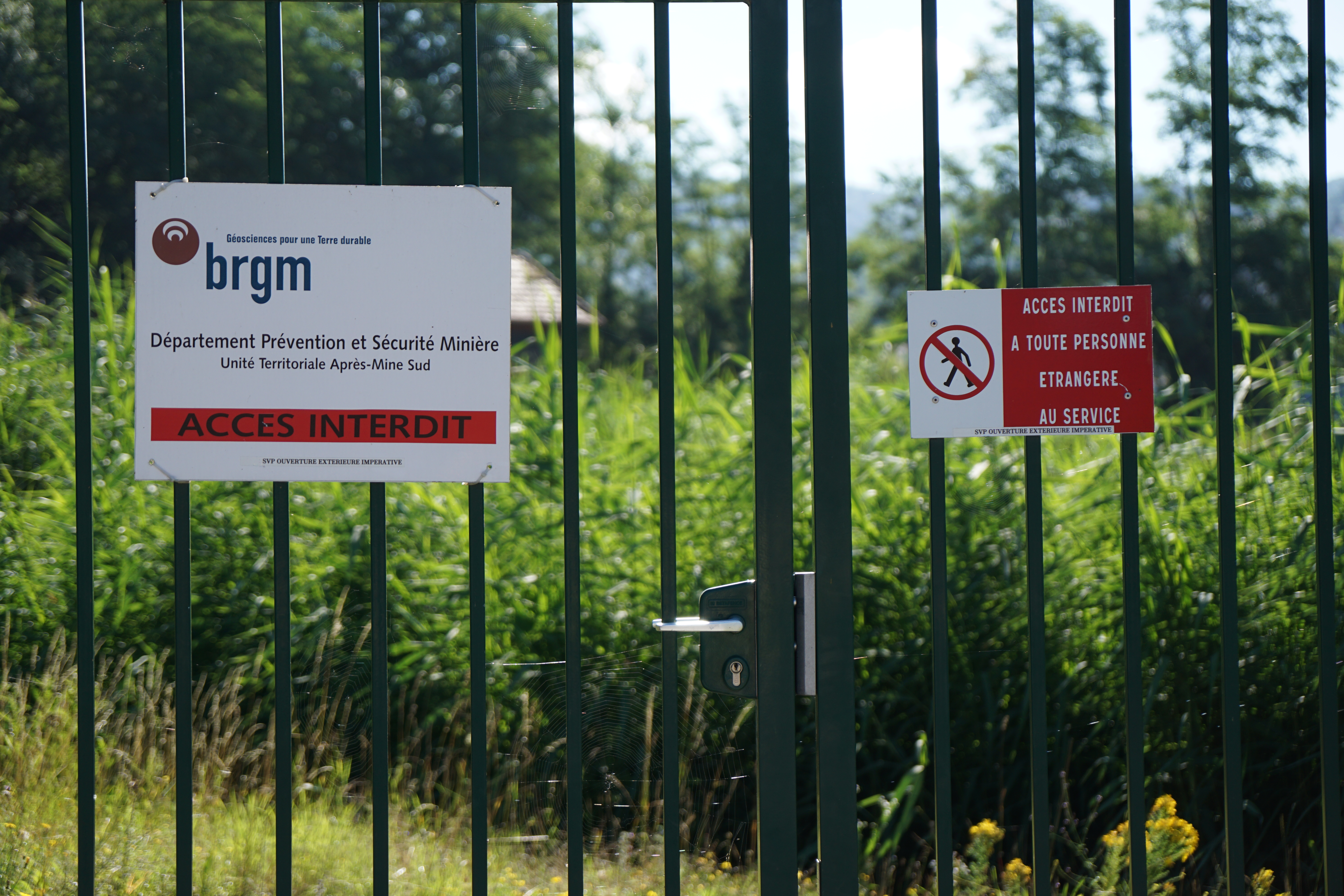
L'accès au bassin fermé par le BRGM.

## Patrimonialisation: un exemple ou un contre-exemple?
Pendant des décennies, il a été laissé à l’abandon. Mais à la fin des années 90 la nouvelle route destinée à désengorger la route nationale 88 a été tracée afin de rejoindre le chevalement au centre d'un rond-point. 
Sur ce site il reste également quelques vestiges secondaires :
- Les anciens bâtiments du jour du puits Rolland,
- Une vaste carrière à remblais,
- L'ancienne dynamitière,
- L'entrée de la fendue dite "niveau 206".

Le nouvel aménagement a malheureusement entraîné la destruction des deux bâtiments des machines d’extraction qui composaient avec lui un ensemble cohérent.
(Homonyme: il existait un autre Puits du Marais plus récent avec un chevalement béton détruit dans les années 80 situé sur la commune de Roche-la-Molière).

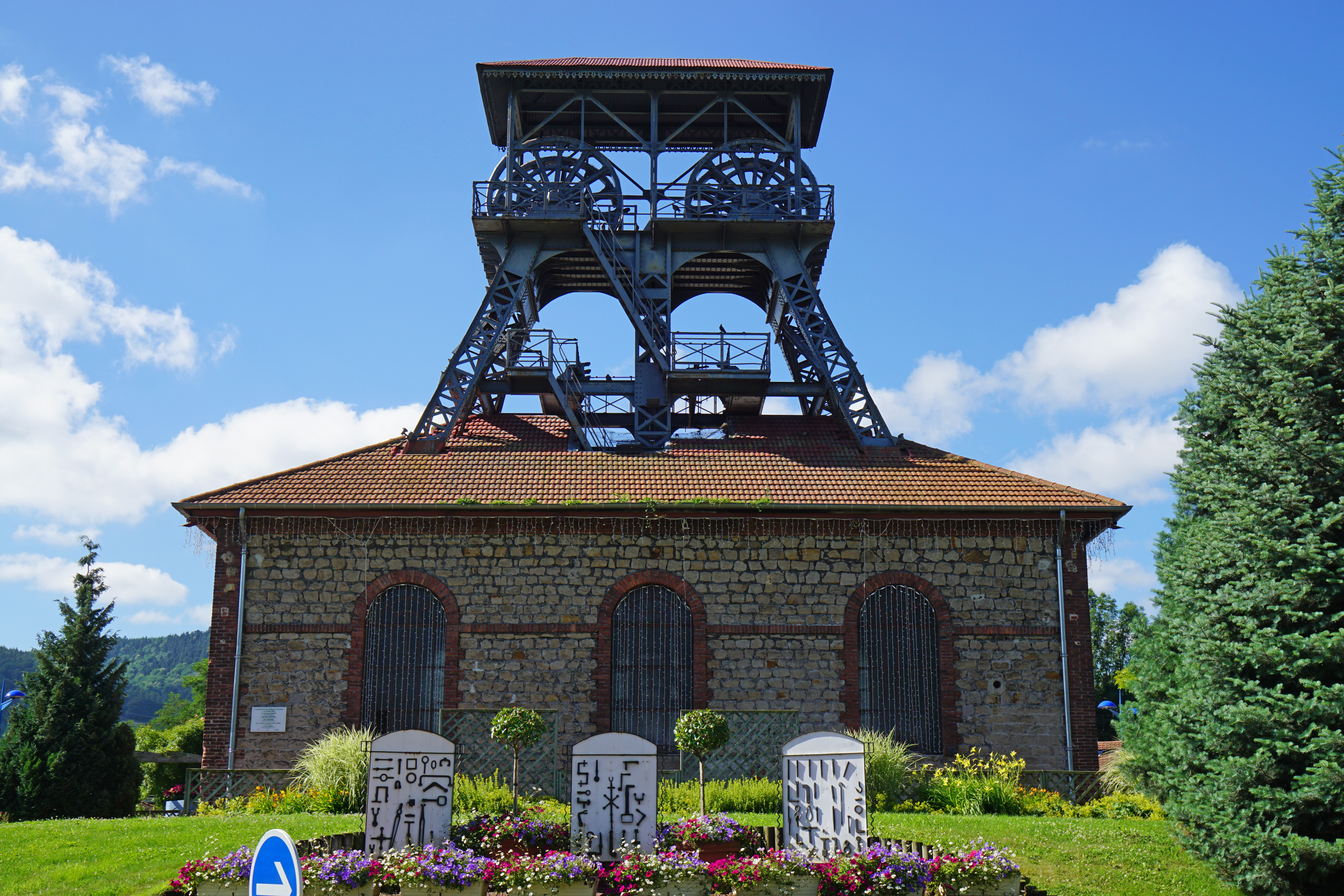
Le chevalement.
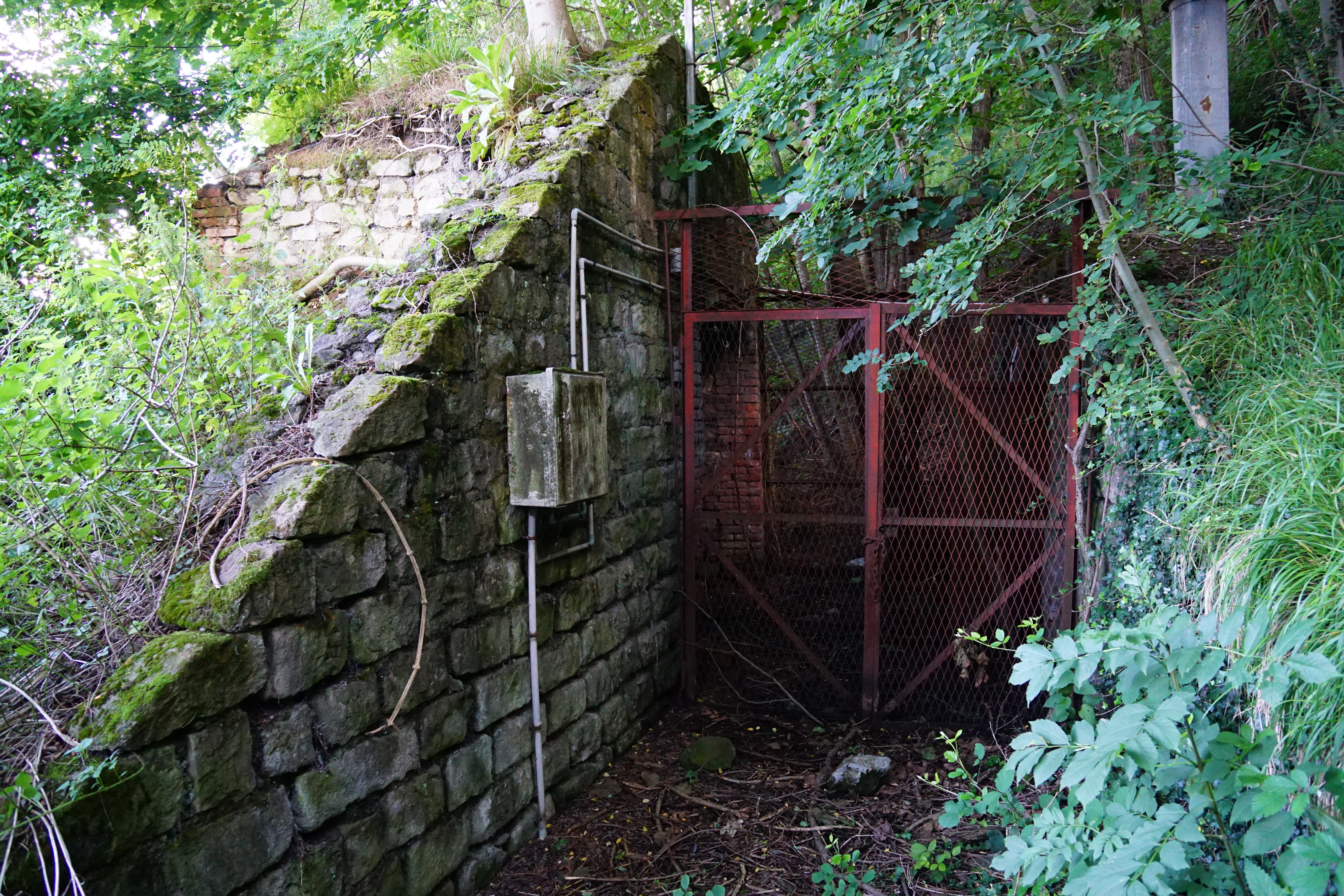
L'entrée de la dynamitière.

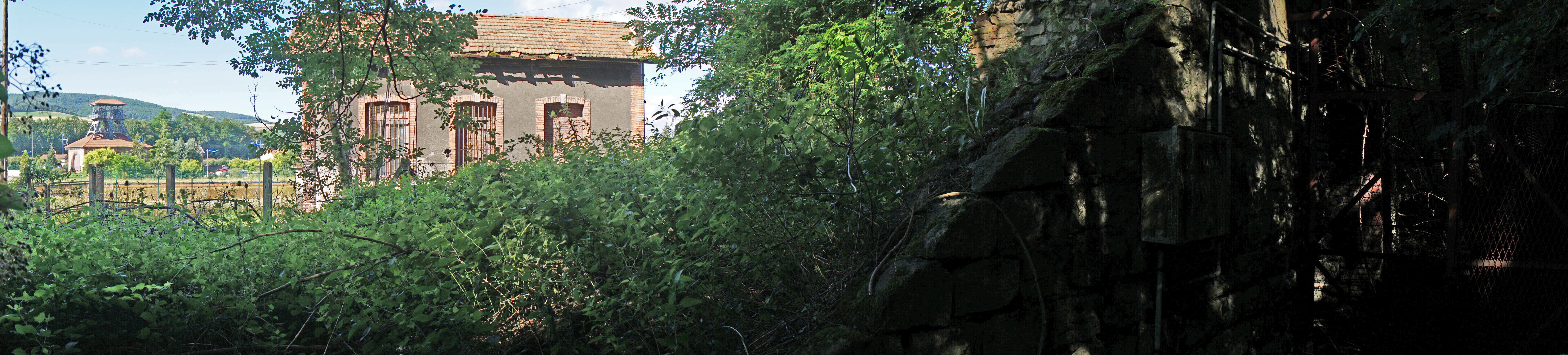
Vue panoramique du site.